# Ivan Rebroff
Ivan Rebroff (Berlin, 1931. július 31. – Frankfurt am Main, 2008. február 27.) német nemzetiségű, anyai részről állítólag orosz származású énekes. Rendkívüli, négy és fél oktávos hangterjedelemben tudott énekelni, a szoprántól egészen a basszusig. Erőteljes hangja egyedülálló. Virtuóz énektudása tette híressé.

## Pályafutása
Berlinben született Hans-Rolf Rippert néven, az Ivan Rebroff művésznevet csak később vette fel.
Orosz népdalénekesként vált híressé, de operákat, könnyű klasszikusokat, valamint számos más ország népdalait is előadta.
Fellépései során bejárta az egész világot. Később görög állampolgár lett, és a Szporádok szigetcsoportban található Szkopelosz szigeten telepedett le.
Szülőföldjén, Németországban halt meg, Frankfurtban, egy sokáig tartó betegség következtében. Vagyonát bátyja örökölte. Számos nagyszerű előadással gazdagította a műfajt, több lemezt is kiadtak a dalaival. Ezeket bárki meghallgathatja az interneten. Fellépéseiről számos videófelétel is készült.

## Fordítás
- Ez a szócikk részben vagy egészben  az   Ivan Rebroff című angol Wikipédia-szócikk ezen változatának fordításán alapul.  Az eredeti cikk szerkesztőit annak laptörténete sorolja fel. Ez a jelzés csupán a megfogalmazás eredetét és a szerzői jogokat jelzi, nem szolgál a cikkben szereplő információk forrásmegjelöléseként.